# 艾门
艾门是德国下萨克森州的一个市镇。总面积16.32平方公里，总人口996人，其中男性490人，女性506人（2011年12月31日），人口密度61人/平方公里。